# Кузьмин, Евгений Сергеевич
Евгений Сергеевич Кузьмин (11 октября 1921, Вёдрово, Лужский район, Ленинградская область, РСФСР — 23 июня 1993) — советский психолог, доктор психологических наук (1968), профессор. Один из первопроходцев социальной психологии в СССР.

## Биография
Родился 11 октября 1921 г. в селе Вёдрово Лужского района Ленинградской области в крестьянской семье. В конце 1930-х годов он поступил в Военно-пехотное училище им. С. М. Кирова и окончил его 21 июня 1941 года. В должности командира взвода дивизионной разведки Северо-Западного фронта встретил начало Великой Отечественной войны, неоднократно ходил в разведку в тыл врага. С июня по октябрь 1941 г. он захватил и доставил в штаб живыми 36 немецких «языков». В октябре 1941 г. под Старой Руссой Е. С. Кузьмин вместе со своим взводом разведчиков, выводя полк из окружения, наступил на мину и потерял ногу. После выхода из госпиталя решил остаться в армии. Снова просился на фронт, но из-за отсутствия ноги ему было отказано. Был назначен начальником второй части Дзержинского военкомата (Горьковской области), осуществлял подготовку женщин-снайперов для фронта. После снятия блокады Ленинграда демобилизовался, чтобы возвратиться в Ленинград.
После войны он окончил психологическое отделение философского факультета ЛГУ им. А. А. Жданова, и заинтересовался проблемами психологии. Будучи студентом третьего курса, когда было введено преподавание психологии в общеобразовательной школе (1947 г.), чтобы активно овладеть психологическими знаниями, стал учителем психологии в 232 школе. Школа находилась в том здании, где теперь расположен ректорат ГАФК им П. Ф. Лесгафта. В 1952 г. защитил кандидатскую диссертацию и был оставлен преподавателем курса истории психологии на философском факультете ЛГУ. В 1962 г. открыл лабораторию социальной психологии в Научно-исследовательском институте комплексных социальных исследований (НИИКСИ). В начале 1967 г. вышла его монография «Основы социальной психологии», а 15 октября того же года он защитил докторскую диссертацию на ту же тему. Считал себя преемником В. М. Бехтерева.
При поддержке Б. Г. Ананьева в 1968 году им была создана кафедра социальной психологии ЛГУ (СПбГУ).Создание научно-исследовательской и учебной базы позволили начать подготовку квалифицированных специалистов в области социальной психологии.

## Вклад Е. С. Кузьмина в науку
- проанализировал историю социальной психологии на Западе и в России;
- рассмотрел соотношение индивидуального и общественного сознания;
- участвовал в многочисленных дискуссиях по вопросу о предмете социальной психологии и сформулировал собственное понимание её предмета;
- создал первую в нашей стране лабораторию социальной психологии в Научном Институте Комплексных Социальных Исследований (НИИКСИ) в 1962 году;
- добился открытия кафедры социальной психологии на факультете психологии в Ленинградском государственном университете в 1968 году, создал первую в стране специализацию «Социальная и педагогическая психология», направленную на обучение студентов и аспирантов;
- заложил основы социальной психологии и защитил по этой теме диссертацию на соискание ученой степени доктора психологических наук в 1968 году в ЛГУ;
- организовал проведение эмпирических исследований по проблемам социальной психологии на промышленных предприятиях нашей страны, создав индустриальную социальную психологию;
- разработал методологию исследований в области социальной психологии, предложил ряд социально-психологических принципов, существенно дополняющих общепсихологические принципы и подходы;

## Основные научные труды
- Кузьмин Е. С. О предмете социальной психологии // Вопросы психологии. 1963. № 1. С. 142—145.
- Кузьмин Е. С. К вопросу о социальной психологии // Проблемы общей и индустриальной психологии. Л.: Изд-во ЛГУ, 1963. С.50
- Кузьмин Е. С. Методы социальной психологии // Тезисы докладов на II съезде Общества психологов СССР Вып. 5. М., 1963. С. 20.
- Голубева Н. В., Кузьмин Е. С. Опыт изучения производственных коллективов // Социология в СССР. Т. 2. М.: Изд-во «Мысль», 1965.
- Кузьмин Е. С. Основы социальной психологии. Л.:Изд-во ЛГУ, 1967.
- Социальная психология и социальное планирование / Под ред. Е. С. Кузьмина и А. А. Бодалёва. Л.:Изд-во ЛГУ, 1973.
- Кузьмин Е. С., Волков И. П., Емельянов Ю. Н. Руководитель и коллектив. Л.: Изд-во ЛГУ, 1974.
- Психология — производству и воспитанию / Под ред. Е. С. Кузьмина. Л.:Изд-во ЛГУ, 1977.
- Методы социальной психологии / Монография // Под ред. Е. С. Кузьмина, В. Е. Семёнова. Л.:Изд-во ЛГУ, 1977.
- Психология личности и малых групп / Под ред. Е. С. Кузьмина. Л. Изд-во ЛГУ, 1977.
- Социальная психология: история, теория, эмпирические исследования / Под ред. Е. С. Кузьмина, В. Е. Семёнова. Л.: Изд-во ЛГУ, 1979.
- Промышленная социальная психология / Под ред. Е. С. Кузьмина, А. Л. Свенцицкого. Л.:Изд-во ЛГУ, 1982.
- Социально-психологические проблемы производственного коллектива / Под ред. Е. В. Шороховой, Е. С. Кузьмина, О. И. Зотовой, В. Е. Семёнова. М.: Наука, 1983.
- Психология в управлении / Под научн. ред. Е. С. Кузьмина. Л.: Лениздат, 1983.
- Авторитет дисциплины: Опыт, мнения, практика психологов / Под ред. Е. С. Кузьмина. Л.: Лениздат, 1985.
- Труд. Контакты. Эмоции / Под ред. Е. С. Кузьмина. Л.: Лениздат, 1986.
- Коллектив. Личность. Общение. (Словарь социально-психологических понятий) / Под ред. Е. С. Кузьмина, В. Е. Семёнова. Л.: Лениздат, 1987.
- Кузьмин Е. С. Актуальные проблемы социальной психологии. Л.:Изд-во ЛГУ, 1987.